# Neisser Bent
Neisser Bent (ur. 7 sierpnia 1976 w Nueva Gerona) – kubański pływak, medalista olimpijski.
Dwukrotnie uczestniczył w letnich igrzyskach olimpijskich, w 1996 oraz 2000. W Atlancie zdobył brązowy medal w pływaniu na 100 metrów stylem grzbietowym, tuż za swoim rodakiem Rodolfo Falcónem.